# Andrzej Krzepkowski

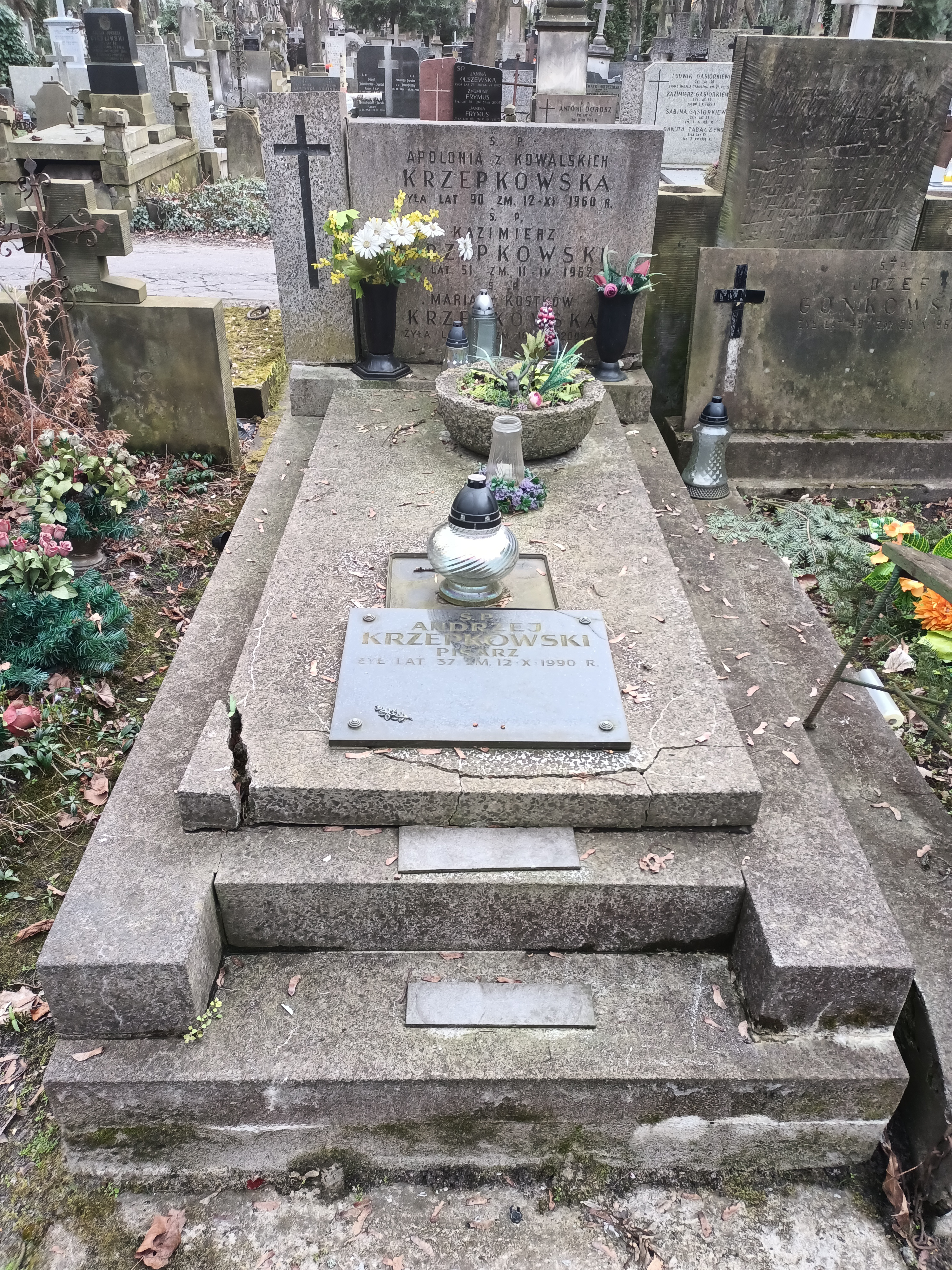
Grób Andrzeja Krzepkowskiego na Cmentarzu Powązkowskim

Andrzej Krzepkowski (ur. 6 stycznia 1953 w Warszawie, zm. 12 października 1990) – polski pisarz science fiction.

## Życiorys
Uczęszczał do Policealnego Studium Elektroniki. Zajmował się wyborem tekstów do komiksów w czasopiśmie „Alfa”. W latach 1982–1985 był kierownikiem działu reportażu i informacji w miesięczniku „Fantastyka”. Od 1985 do 1987 pracował w Redakcji Fantastyki Naukowej Krajowej Agencji Wydawniczej. Członek World SF i Ogólnopolskiego Klubu Miłośników Fantastyki i Science Fiction.
Jako autor fantastyki naukowej debiutował opowiadaniami Mózg i Człowiek z garbatym mózgiem, wydrukowanymi na łamach „Perspektyw” w 1970. Zamieszczał swoje utwory w „Młodym Techniku”, „Perspektywach”, „Fantastyce”, „itd”. Jego utwory należą w większości do nurtu fantastyki socjologicznej. Występują w nich często próby eksperymentu formalnego, którego przykładem jest kontrowersyjnie przyjęta powieść Kreks, będąca przykładem nietypowego podejścia do względności czasu (pisana w większości w czasie przyszłym i teraźniejszym). Jego utwory były tłumaczone na język niemiecki i francuski.
Spoczywa w rodzinnym grobowcu na Starych Powązkach (kw. 263, rząd V, miejsce 9).

## Publikacje
Zbiory opowiadań
- Obojętne planety (KAW 1978)

Powieści
- Obszar nieciągłości (KAW 1979, wspólnie z Andrzejem Wójcikiem)
- Śpiew kryształu (Wydawnictwo Lubelskie 1982)
- Kreks (KAW 1982)
- Z nieba i ognia, z nieba i mgły (Wydawnictwo Lubelskie 1987)
- Geograwia nowych dni (Wydawnictwo Lubelskie 1990, wspólnie z Różą J. Sobańską)

Komiksy
- Człowiek bez twarzy (miesięcznik "Fantastyka" 5/1984 – 10/1984, wspólnie ze Zbigniewem Kasprzakiem)